# Cyornis colonus
Cyornis colonus е вид птица от семейство Muscicapidae. Видът е почти застрашен от изчезване.

## Разпространение
Видът е разпространен в Индонезия.